# Persano (cavallo)
La real razza di Persano è una razza equina creata nelle scuderie reali del Regno di Napoli, site nell'omonima località vicino a Serre, in provincia di Salerno. 

## Storia
La razza fu voluta dal Re Carlo di Napoli che ordinò nel 1741 di incrociare stalloni turchi con fattrici locali. Nel 1761, il Re, divenuto Carlo III di Spagna inviò in allevamento a Persano, tre stalloni spagnoli. In epoca più recente vennero anche impiegati su alcune linee di fattrici, stalloni purosangue inglesi, per cui alcuni dei cavalli di Persano moderni possono avere un aspetto che ricorda l'anglo-arabo, ma dalle caratteristiche morfologiche più complesse.
Nel 1874 le scuderie di Persano vennero chiuse e la mandria fu dispersa o venduta all'asta pubblica, la dinastia Savoia ne ordinò infatti la soppressione nel tentativo di cancellare i segni lasciati dalla dinastia borbonica nel Regno delle due Sicilie, questo perché nel corso degli anni il cavallo persano era diventato uno dei simboli del Regno Borbonico, oggi ne resta traccia nello stemma della provincia di Napoli dove è rappresentato in posizione rampante sovrastato da una corona. La razza dispersa fu poi ricostituita 26 anni più tardi presso Persano. Nel 1900 il governo decise di cambiare direzione e di ricostruire la razza con il nome di "razza governativa di Persano", a partire da fattrici e stalloni della real razza di Persano che erano state vendute ad allevatori privati e da un gruppo di soggetti che era stato acquistato dal re Vittorio Emanuele per la sua tenuta reale di San Rossore, vicino a Pisa.
La razza fu da sempre allevata per le esigenze della Cavalleria militare. Cavalli di questa razza furono tra i protagonisti della carica di Izbušenskij, l'ultima carica di cavalleria classica nella storia che avvenne nell'agosto 1942 sul fronte del Don. Il reggimento Savoia Cavalleria sconfisse una forza di circa 2000 fanti siberiani. Il persano vanta quindi di essere uno dei cavalli militari per eccellenza, essendo stato capace di operare nelle aspre steppe della Russia.
Dopo la seconda guerra mondiale, nel 1972, la razza (un totale di 246 esemplari) venne trasferita al Deposito quadrupedi di Grosseto (una installazione dell'Esercito Italiano), mentre altri soggetti vennero venduti ad allevatori privati. In particolare, il principe Alduino di Ventimiglia di Monteforte Lascaris è entrato in possesso degli ultimi esemplari in purezza (circa 70 capi) salvando la razza dall'estinzione.